# Penisa atricincta
Penisa atricincta là một loài bướm đêm trong họ Noctuidae.